# Deutsche Führerbriefe
Die Deutschen Führerbriefe (Untertitel: Politisch-wirtschaftliche Privatkorrespondenz) wurden seit 1928 in Köln und ab 1929 in Berlin herausgegeben von Otto Meynen, Privatsekretär des einflussreichen Kohle-Industriellen Paul Silverberg, und dem Journalisten Franz Reuter, der Vertraute von Reichsbankpräsident Hjalmar Schacht. Sie waren kein öffentlich erhältlicher Informationsdienst und nur für die obersten Entscheidungsträger in der Industrie, Staatsbürokratie, Reichswehr sowie für Großagrarier bestimmt. 1932 betrug ihre Auflage 1250 Exemplare und sie erschienen zwei Mal wöchentlich. Ab 1933 wurden die Deutschen Führerbriefe in Deutsche Briefe umbenannt, um eine naheliegende politische Assoziation mit Adolf Hitler zu vermeiden. 1935 ist das Erscheinen eingestellt worden.

## Ziele
Seit ihrer Gründung setzten sich die Führerbriefe gegen starke staatliche Eingriffe in die Wirtschaft und traten ab Sommer 1932 wiederholt für eine Regierungsbeteiligung der NSDAP ein. Am 9. November 1932, schrieb Dr. Scholz, der Leiter eines von den Industriellen Otto Wolff und Friedrich Flick finanzierten Pressebüros, an den Reichskommissar für Preußen Franz Bracht:

„Die Einstellung der bekannten deutschen Führerbriefe sowie der im gleichen Verlag erscheinenden vertraulichen Informationen des Herrn Dr. Silverberg gegen die Regierung Papen ist seinerzeit allgemein aufgefallen. Seid knapp zwei Wochen sind die erwähnten auffallend hitlerfreundlich. Dies erklärt sich daraus, dass Dr. Reuter der offizielle Leiter der Korrespondenzen ebenso wie Dr. Meynen, der Berliner Privatsekretär von Silverberg, Herrn Hitler vorgestellt wurden und mit diesem eine längere Unterredung hatten.“

Viele Artikel bewiesen, dass die Redakteure Informanten innerhalb des Führungskreises der NSDAP hatten. So wurden häufig öffentlich unbekannte Details für die Mächtigen in Wirtschaft und Staat journalistisch aufbereitet und diesem kleinen exklusiven Kreis zugänglich gemacht. Wegen ihres hohen Informationswertes wurden sie von zahlreichen Großindustriellen sehr geschätzt. Seit September 1931 hatte die Redaktion in Berlin eine Bürogemeinschaft mit der Arbeitsstelle Schacht und dem Mitteleuropäischen Wirtschaftstag (MWT), für den Reuter als Leiter des Presse- und Propaganda-Ausschusses arbeitete.

## Zitat
„Zu ihrer Leserschaft gehörten außer den ‚Herren von der Wirtschaft‘ die oberen Reichswehrspitzen, Kabinettsmitglieder, führende Großagrarier, die Umgebung Hindenburgs etc. Die Führerbriefe waren also keine Pressekorrespondenz, und Journalisten waren vom Empfang ausgeschlossen. Sie erschienen zweimal wöchentlich, und sämtliche Beiträge, abgesehen von den Leitartikeln, waren strikt anonym. Franz Reuter hatte hauptsächlich Verbindung mit Schacht, zu dem er freien Zutritt hatte und über den er 1933 eine Biographie veröffentlichte.“